# Grand Forks
Grand Forks es una ciudad ubicada en el condado de Grand Forks en el estado estadounidense de Dakota del Norte. En el censo de 2010 tenía una población de 52 838 habitantes y una densidad poblacional de 1016 hab/km². Se encuentra a la orilla izquierda del río Rojo del Norte, que la separa de Minnesota.

## Geografía

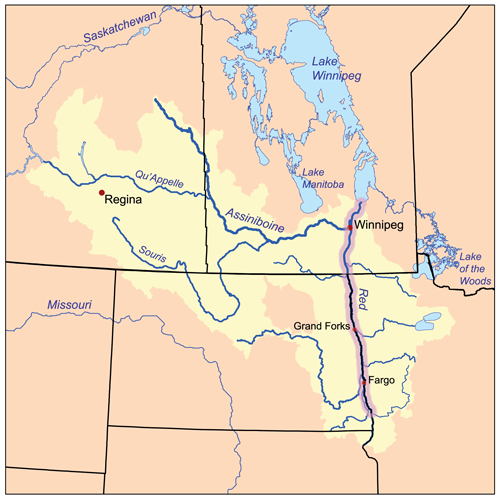
Mapa del río Rojo del Norte en el que aparece, sobre su curso medio, Grand Fork

Grand Forks se encuentra ubicada en las coordenadas 47°54′46″N 97°4′30″O / 47.91278, -97.07500., a la orilla izquierda del río Rojo del Norte que la separa de Minnesota. Según la Oficina del Censo de los Estados Unidos, Grand Forks tiene una superficie total de 52.03 km², de la cual 51.55 km² corresponden a tierra firme y (0.91%) 0.47 km² es agua.

## Demografía
Según el censo de 2010, había 52838 personas residiendo en Grand Forks. La densidad de población era de 1.015,63 hab./km². De los 52838 habitantes, Grand Forks estaba compuesto por el 89.67% blancos, el 2.01% eran afroamericanos, el 2.87% eran amerindios, el 2.23% eran asiáticos, el 0.04% eran isleños del Pacífico, el 0.73% eran de otras razas y el 2.45% pertenecían a dos o más razas. Del total de la población el 2.79% eran hispanos o latinos de cualquier raza.